# Yarwun-Aluminiumoxidraffinerie
Koordinaten: 23° 47′ 35″ S, 151° 9′ 12″ O
Die Yarwun-Aluminiumoxid-Raffinerie liegt zehn Kilometer nordwestlich von Gladstone, einer Hafenstadt im australischen Queensland. Die Raffinerie befindet sich zu 100 Prozent im Eigentum der Rio Tinto Alcan, einer 100-prozentigen Tochter des weltweit aktiven Bergwerkskonzerns Rio Tinto. 
In ihr wird nach dem Bayer-Verfahren aus Bauxit reines Aluminiumoxid gewonnen.

## Raffineriebetrieb
Die Baukosten der Raffinerie betrugen 1,5 Milliarden Australische Dollar und sie nahm im März 2004 ihre Produktion mit einer jährlichen Leistung von 1,4 Millionen Tonnen Aluminiumoxid auf. In der Raffinerie waren 2009 550 Personen beschäftigt. Das Bauxit, das zur Herstellung von Aluminiumoxid verwendet wird, kommt von der Weipa-Bauxitmine per Schiff zur Anlage.
2012 wurden 2,18 Mio. t Aluminiumoxid produziert, während die Anzahl der Beschäftigten bei 735 lag. Die Kapazität soll auf 3,4 Mio. t ausgebaut werden.